# Berthe Mouchette
Berthe Mouchette, née Berthe Lion le 22 février 1846 à Forcalquier et morte le 20 juin 1928 à Breteuil-sur-Iton, est une artiste peintre française.
Portraitiste et professeur d'art, elle est surtout connue aujourd’hui pour avoir fondé l'Alliance française de Melbourne. Elle a également donné son nom à un célèbre concours de poésie organisé pour les étudiants de français en Australie.

## Biographie
Née le 22 février 1846, Berthe Julie Lucie Lion grandit dans la ville de Forcalquier (Alpes-de-Haute-Provence).
En 1872, elle épouse Nicolas Émile Mouchette à Paris, qui sera chancelier substitué du consul de France à Melbourne de 1883 jusqu’au 10 octobre 1884, où il meurt des suites d'une hémorragie des poumons.
En 1872, Berthe Mouchette est l’élève de Félicie Schneider (1831-1888) à Paris.
En 1881, avec son époux et sa jeune sœur, Marie Lion (en), ils décident d’émigrer après avoir assisté à une conférence sur l’Australie à la Société de géographie de Paris.
Arrivée à Melbourne le 2 septembre 1881, Berthe Mouchette expose pour la première fois en 1882 à l’académie du Victoria.
En 1886, avec sa sœur, elle achète une école pour jeunes filles à St Kilda qui accueillera les premières réunions de l'Alliance française en 1890.
En 1895, Mouchette et sa sœur s’intéressent à la théosophie. Elles voyagent beaucoup. Elles partent au début du XXe siècle en Inde peindre et enseigner la peinture.
En mars 1923, elle revient en France et participe aux actions de reconstruction du village de Dernancourt, ce qui lui vaut aujourd’hui d’être parmi la galerie des Héros du musée Somme 1916 à Albert, dédiée à neuf hommes et femmes s’étant distingués pendant la Première Guerre mondiale.
Elle a vécu à Breteuil-sur-Iton jusqu'à sa mort, le 20 juin 1928.
Des toiles de Berthe Mouchette sont conservées à Melbourne à la National Gallery of Victoria.